# Выборы в Верховный Совет РСФСР (1975)
Безальтернативные выборы в Верховный Совет РСФСР IX-го созыва прошли 15 июня 1975 года.

## Ход выборов
Выборы в IX-й созыв ВС РСФСР проходили согласно Положению о выборах в Верховный Совет РСФСР, утвержденного указом президиума Верховного совета РСФСР от 11 декабря 1950 года.

## Итог
| Состав IX-го созыва ВС РСФСР | Состав IX-го созыва ВС РСФСР | Состав IX-го созыва ВС РСФСР | Состав IX-го созыва ВС РСФСР | Состав IX-го созыва ВС РСФСР |
| Партия                       | Голосов                      | %                            | Мест                         | Изменение                    |
| ---------------------------- | ---------------------------- | ---------------------------- | ---------------------------- | ---------------------------- |
| КПСС                         | N/A                          | N/A                          | 903                          | ▲9, 0%                       |
| Беспартийные                 | N/A                          | N/A                          | 0                            | ▬ без изменений              |
| Прочие партии                | N/A                          | N/A                          | 0                            | ▬ без изменений              |
| Общий результат              | N/A                          | 100                          | 903                          | ▬ без изменений              |